# Perruche à ventre jaune
Platycercus caledonicus
Espèce
Statut de conservation UICN

 LC  : Préoccupation mineure
Statut CITES
La Perruche à ventre jaune (Platycercus caledonicus) est une perruche vivant en Tasmanie au sud de l'Australie. Son épithète spécifique résulte d'une erreur sur son lieu d'origine : les échantillons ramenés en Europe étaient censés venir de Nouvelle-Calédonie.

## Sous-espèces
La Perruche à ventre jaune Platycercus caledonicus possède deux sous-espèces :
- Platycercus caledonicus caledonicus ;
- Platycercus caledonicus brownii.

## Description
Mesurant 36 cm de longueur, c'est la plus grande espèce de son genre. Elle a le ventre et la tête jaune avec les joues bleues et une bande frontale rouge au-dessus du bec. Les plumes du dos et des ailes sont noires bordées de vert, la croupe olive et la longue queue verte bordée de bleu. Les plumes les plus latérales des ailes sont bleu pâle. L'iris est brun, tandis que les pattes sont grises et le bec d'un vert bronze pâle. La femelle est de la même couleur et généralement un peu plus petite que le mâle. Les juvéniles ont la tête et le ventre d'un jaune-vert terne, le dos d'un vert terne, les ailes ont une bande.

## Répartition
On la trouve dans toute la Tasmanie et les îles du détroit de Bass pourvu que l'endroit possède quelques arbres.

## Alimentation
Elle est essentiellement végétarienne se nourrissant de graines, de fruits et de fleurs mais elle peut consommer aussi des insectes adultes ou leurs larves.

## Reproduction
La saison de reproduction va d'octobre à janvier avec une seule ponte par an. Le site de nidification est généralement le creux d'un tronc d'arbre de plus de 1 m de profondeur situé  jusqu'à 30 m au-dessus du sol. La femelle pond quatre ou cinq œufs blancs légèrement brillants, mesurant 30 x 24 mm. Les oisillons quittent le nid environ cinq semaines après l'éclosion et  restent avec leurs parents pour un mois supplémentaire.

## Élevage
Elle a la réputation d'être plus résistante et plus facile à garder en captivité que les autres espèces de son genre.

## Galerie

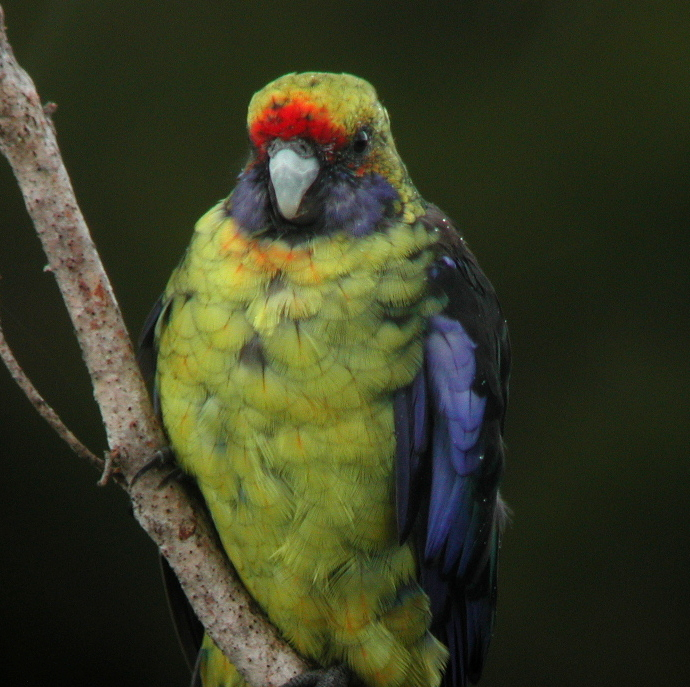